# Багратион-Давыдов, Георгий Александрович
Князь Георгий Александрович Багратион-Давыдов (груз. გიორგი ალექსანდრეს ძე ბაგრატიონ-დავითიშვილი; 2 января 1858 — 1929) — тифлисский губернский предводитель дворянства (1906—1913), камергер (1910), действительный статский советник (1914).

## Биография
Из княжеского рода Багратионов-Давыдовых (Багратиони-Давитишвили), который являлся ветвью грузинского царского рода Багратионов.
Родился в 1858 году. Первоначально поступил на военную службу, служил офицером для особых поручений при Кавказском наместнике. В дальнейшем перешёл на гражданскую службу где достиг звания действительного статского советника. Какое-то время служил в Тифлисе мировым судьёй.
В дальнейшем служил горийским уездным (до 1906 года) а затем тифлисским губернским предводителем дворянства (1906—1913). В этот период получил придворное звание камер-юнкер, а затем и камергера (1910).
Был популярен среди грузинского населения. Во время революции 1905 года пытался мирным путем разрешить конфликты между помещиками и крестьянами в Горийском уезде, чтобы избежать открытого восстания и его подавления со стороны регулярных войск.

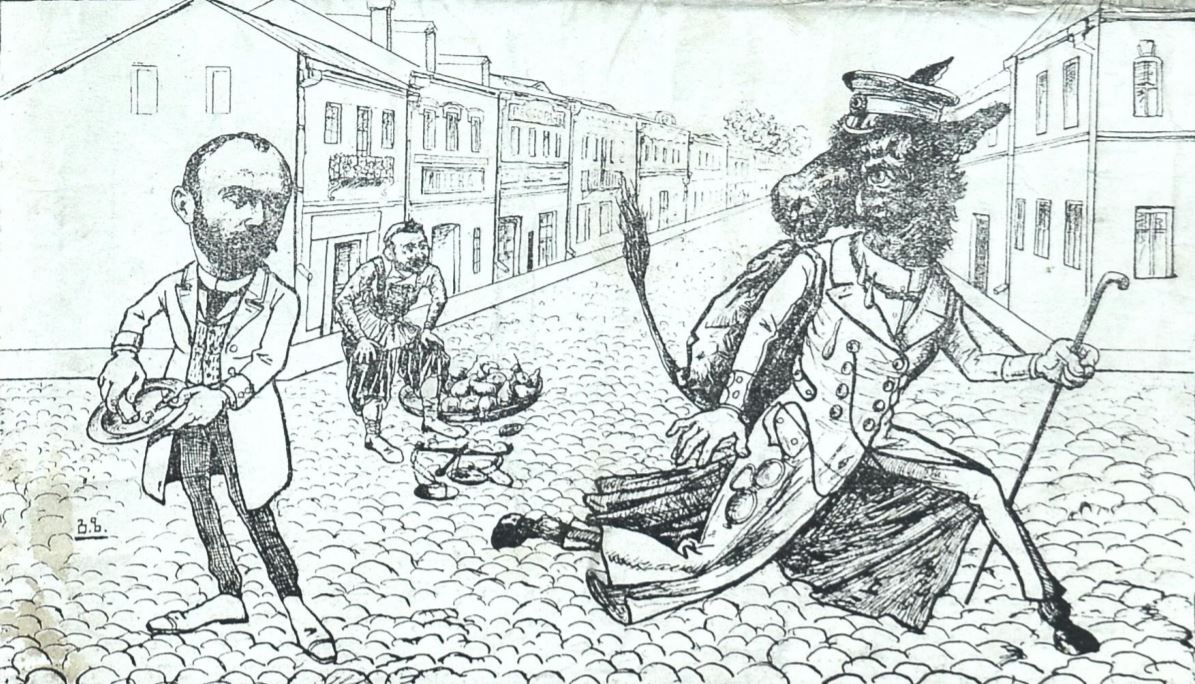
Карикатура Гиго Зазиашвили, изображающая инцидент между Багратионом и губернатором (Газ. «Хумара» № 1, 1907).

В 1907 году у Георгия Багратиона произошел инцидент с гражданским губернатором Тифлиса, бароном Павлом Раушем-фон-Траубенбергом: раздраженный высокомерием губернатора в Тифлиском военном храме, Георгий не пожал протянутой ему руки и повернулся спиной к губернатору. Этот сюжет был использован Акакием Церетели в стихотворении «დიდ-ყურაანთ ყროყინას…» (газета «Хумара» № 1, 1907 г.), в котором критиковался губернатор, и из-за которого Акакий на короткое время был заключён в тюрьму Метехи.
Князь Багратион-Давыдов был членом Общества по распространению грамотности среди грузин, способствовал началу строительства Кахетинской железной дороги и вводу в эксплуатацию первой в губернии электростанции.
После 1913 года выехал в своё имение Сативе, которым владели его предки владели со времен царя Картли Симона I. Его имения пострадали во время крестьянских волнений 1917—1918 годов. В октябре 1918 года Георгий Багратион-Давыдов и его брат Давид были ненадолго заключены в тюрьму правительством Демократической республики Грузия по обвинению в монархическом заговоре, но вскоре освобождены.
Сестрой князя была Анастасия (Тасо) Багратион-Давыдова, супруга Ивана Мачабели.

## Некоторые награды
- Орден святого Владимира IV степени
- орден святой Анны III степени.